# Amariszi
Amariszi is een door de Balkan geïnspireerde popband opgericht in 2007. Sindsdien speelden ze meer dan 400 shows waaronder (Europese) clubtours en brachten drie albums uit. Ze stonden op festivals als Sziget, Zwarte Cross, Oerol, Paaspop, Music Meeting en in voorprogramma’s van o.a. Shantel, Gogol Bordello, Kocani Orkestar & Fanfare Ciocarlia.
In 2007 werd Amariszi opgericht door accordeonist/componist Kay Krijnen en drummer Dolf Huybers. In 2012 kwam hun debuutalbum Balkan Chaotika uit. Dit werd door de pers goed ontvangen. Ze wonnen de Next Best band Contest en toerden door Bosnië en Herzegovina. Voor de single Noah namen zij een videoclip op in Zwitserland en bereikten zij 8e plaats van de Engelse Video World Music Charts.
Vervolgens toerden ze door Hongarije, Macedonië, Bulgarije en Frankrijk. Van deze concertregistraties ontstond het live-album Nine Balkan Nights (2015). Dit album bereikte de nummer 1-positie in de Engelse World Music Network Audio Chart en het stond op 13 in de World Music Charts Europe. Ook wonnen ze ten tijde van de release de Dutch Balkan Blues Contest (Gipsyfestival Tilburg) en kregen zij radio-optredens bij 3FM (Nachtegiel) en Radio 2 (Spijkers met Koppen).
Diverse losse tournees volgden, zoals naar Irak, Turkije, Ierland, Tsjechië en Engeland. Dit inspireerde de band voor het opnemen van het tweede studio-album Babel Fish (2017). Opgenomen in een tot studio omgebouwde wijnkelder op het platteland van Hongarije, die de karakteristieke Balkan-sound vermengd met pop, reggae en swing-invloeden.
Naast Roma, Nederlandse en Franse teksten, kwam er op dit album Arabisch, Spaans en Turks bij. Merel Simons werkte samen met native speakers voor de tekst en uitspraak. Passend verwijst de albumtitel Babel Fish naar het fictieve talige schepsel van Douglas Adams. In het jubileumjaar 2017 ontstond Amariszi XL: een tienkoppige festival-act met musici uit o.a. Bulgarije en Italië. Hiermee stonden ze onder meer op gerenommeerde festivals als Music Meeting en Festival der Kulturen, Stuttgart.